# Katharina Holzinger
Katharina Holzinger (geboren am 16. März 1957 in Söcking (Starnberg)) ist eine deutsche Politikwissenschaftlerin und Rektorin der Universität Konstanz.

## Leben
Holzinger machte ihr Abitur in München. Sie studierte anschließend an der Ludwig-Maximilians-Universität München Politikwissenschaft und Germanistik und schloss dort im Jahr 1986 mit einem Diplom in Politikwissenschaft ab. Im Jahr 1993 wurde sie an der Universität Augsburg zur Dr. phil. promoviert. In den darauffolgenden vier Jahren bis 1997 war sie am Wissenschaftszentrum Berlin für Sozialforschung tätig. In den Jahren 1998 bis 2004 war sie als Senior Research Fellow am Max-Planck-Institut zur Erforschung von Gemeinschaftsgütern in Bonn tätig, unterbrochen von einem Jean-Monnet-Fellowship am Europäischen Hochschulinstitut in Florenz 2002/2003.
Im Jahr 2002 habilitierte sie sich an der Universität Bamberg und wurde im Anschluss zur Professorin für Politikwissenschaft der Universität Hamburg berufen.
Seit 2007 ist Holzinger Professorin für Politikwissenschaft an der Universität Konstanz. Zu ihren früheren Forschungsthemen gehörten die Europäische Union, dabei insbesondere differenzierte Integration und Entscheidungsfindung in Mehrebenensystemen, sowie europäische und internationale Umweltpolitik. Bis 2020 wandte sich ihre Forschung traditioneller Regierungsführung in Afrika und indigenen Völkern auf der ganzen Welt zu, deren Beziehung zu internen Konflikten, Demokratie sowie sozialer und politischer Ungleichheit. Einen wichtigen Anteil in ihrer Forschung haben außerdem kommunikative Methoden des Konfliktmanagements wie Verhandeln, Argumentieren von Mediation und Beratung mit Schwerpunkt auf der automatisierten Analyse politischer Kommunikation.
Von 2009 bis 2012 war sie als Prorektorin für „Internationales und Chancengleichheit“ bereits Mitglied des Rektorates. An der erfolgreichen Bewerbung der Universität Konstanz im Rahmen der Exzellenzinitiative sowie der Exzellenzstrategie des Bundes und der Länder wirkte Holzinger ebenfalls aktiv mit. Von 2018 bis 2020 war sie stellvertretende Dekanin der Sektion Politik – Recht – Wirtschaft.
Am 9. Dezember 2020 wurde sie zur Rektorin der Universität Konstanz gewählt und folgte damit Kerstin Krieglstein, die nach nur zwei Jahren im Amt als Rektorin zurück an die Albert-Ludwigs-Universität Freiburg ging. Holzinger wurde am 24. Februar 2021 offiziell durch das baden-württembergische Wissenschaftsministerium als Rektorin ernannt.